# Gouvernement Gusmão III
République démocratique du Timor oriental
Matan Ruak 
Le Gouvernement Gusmão III — officiellement le IXe gouvernement constitutionnel (en tétoum : IX Governu Konstitusionál ; en portugais : IX Governo Constitucional) — est le gouvernement du Timor oriental depuis le 1er juillet 2023, sous la 6e législature du Parlement national à la suite des élections législatives de 2023.
Dirigé par le Premier ministre Xanana Gusmão, qui a déjà occupé la fonction de 2007 à 2015, le gouvernement est formé par un accord de coalition entre le Congrès national de reconstruction timoraise (CNRT) et le Parti démocrate (PD). Il succède au XIIIe gouvernement constitutionnel dirigé par Taur Matan Ruak (PLP).

## Historique
Les élections législatives du 21 mai 2023 voit arrivé largement en tête le Congrès national de reconstruction timoraise (CNRT), qui remporte à lui seul 31 sièges sur 65, frôlant la majorité absolue au Parlement national.

## Formation
Dans son discours de victoire, Xanana Gusmão appelle à mettre en œuvre le besoin de changement exprimé selon lui dans les urnes. La victoire du CNRT lui permet de retrouver le poste de Premier ministre via la conclusion le 5 juin d'un accord de coalition avec le Parti démocrate (PD). La session inaugurale du nouveau parlement intervient le 22 juin suivant, et voit l'élection à sa présidence de Maria Fernanda Lay. Membre du CNRT, celle ci devient la première femme élue à ce poste. L'alliance du CNRT et du PD est entérinée par l'élection de deux vice-présidents, Maria Teresinha Veigas et Alexandrino Afonso Nunez, respectivement membres de ces deux partis.
La composition du troisième gouvernement de Gusmão est présentée au président de la République José Ramos Horta le 29 juin, suivie de la prestation de serment de ses membres le 1er juillet au palais présidentiel. Comme attendu, Xanana Gusmão en est le Premier ministre, avec Francisco Kalbuadi Lay et le dirigeant du Parti démocrate Mariano Sabino Lopes pour vice-Premier ministres. Sur les 22 ministres composant le nouveau gouvernement, 17 sont du CNRT et 3 du PD, les deux derniers étant indépendants. La victoire du CNRT met fin à la période de cohabitation que connaissait le pays, désormais gouverné par un chef d'État et un chef de gouvernement du même parti politique,. Lors de la cérémonie de prestation de serment, Ramos-Horta appelle le gouvernement à faire de l'accession du pays à l'Association des nations de l'Asie du Sud-Est (ASEAN) une priorité.

## Composition
Le gouvernement est composé, au 1er juillet 2023, des ministres, vice-ministres et des secrétaires d'État comme suit,:

### Premier ministre
| Portrait | Fonction         | Nom | Nom           | Parti |
| -------- | ---------------- | --- | ------------- | ----- |
|          | Premier ministre |     | Xanana Gusmão | CNRT  |

### Ministres
| Portrait                                  | Fonction | Nom | Nom                                                                 | Parti |
| ----------------------------------------- | --- | --- | ------------------------------------------------------------------- | ----- |
| Francisco Kalbuadi Lay                    | Vice-Premier ministre, ministre coordinateur des affaires économiques et ministre du Tourisme et de l'Environnement |     | Francisco Kalbuadi Lay                                              | CNRT  |
| Mariano Sabino Lopes                      | Vice-Premier ministre et ministre coordinateur des affaires du développement rural                                  |     | Mariano Assanami Sabino                                             | PD    |
| Ágio Pereira                              | Ministre de la Présidence du Conseil des Ministres                                                                  |     | Ágio Pereira                                                        | CNRT  |
| Santina Cardoso                           | Ministre des Finances                                                                                               |     | Santina Cardoso                                                     | CNRT  |
| Bendito Freitas                           | Ministre des Affaires étrangères et de la Coopération                                                               |     | Bendito Freitas                                                     | CNRT  |
| Amândio de Sá Benevides                   | Ministre de la Justice                                                                                              |     | Amândio de Sá Benevides jusqu'au 20 janvier 2024 (mort en fonction) | CNRT  |
| Sérgio de Jesus Fernandes da Costa Hornai | Ministre de la Justice                                                                                              |     | Sérgio de Jesus Fernandes da Costa Hornai depuis le 15 février 2024 | Ind.  |
| Tomás Cabral                              | Ministre de l'Administration d'État                                                                                 |     | Tomás Cabral                                                        | CNRT  |
| Élia António de Araújo dos Reis Amaral    | Ministre de la Santé                                                                                                |     | Élia António de Araújo dos Reis Amaral                              | CNRT  |
| Dulce de Jesus Soares                     | Ministre de l'Éducation                                                                                             |     | Dulce de Jesus Soares                                               | CNRT  |
| José Honório da Costa Jerónimo            | Ministre de l'Enseignement supérieur, des Sciences et de la Culture                                                 |     | José Honório da Costa Jerónimo                                      | CNRT  |
| Gil da Costa Monteiro                     | Ministre des Affaires des Combattants de Libération Nationale                                                       |     | Gil da Costa Monteiro                                               | CNRT  |
| Samuel Marçal                             | Ministre des Travaux publiques                                                                                      |     | Samuel Marçal                                                       | CNRT  |
| Miguel Manetelu                           | Ministre des Transports et des Communications                                                                       |     | Miguel Manetelu                                                     | CNRT  |
| Nino Pereira                              | Ministre du Commerce et de l'Industrie                                                                              |     | Nino Pereira                                                        | PD    |
| Marcos Da Cruz                            | Ministre de l'Agriculture, de l'Élevage, de la Pêche et des Forêts                                                  |     | Marcos da Cruz                                                      | CNRT  |
| Pedro Klamar Fuik                         | Ministre de la Défense                                                                                              |     | Pedro Klamar Fuik                                                   | Ind.  |
| Francisco Monteiro                        | Ministre du Pétrole et des Minéraux                                                                                 |     | Francisco Monteiro                                                  | CNRT  |
| Francisco da Costa Guterres               | Ministre de l'Intérieur                                                                                             |     | Francisco da Costa Guterres                                         | CNRT  |
| Verónica das Dores                        | Ministre de la Solidarité sociale et de l'Inclusion                                                                 |     | Verónica das Dores                                                  | CNRT  |
| Nélio Isaac Sarmento                      | Ministre de la Jeunesse, des Sports, de l'Art et de la Culture                                                      |     | Nélio Isaac Sarmento                                                | CNRT  |
| Gastão Sousa                              | Ministre des Investissements Stratégiques                                                                           |     | Gastão Sousa                                                        | PD    |

### Vices-ministres
| Portrait               | Fonction                                                  | Nom | Nom                                          | Parti |
| ---------------------- | --------------------------------------------------------- | --- | -------------------------------------------- | ----- |
| Adérito Hugo Da Costa  | Vice-ministre des Affaires parlementaires                 |     | Adérito Hugo da Costa                        | CNRT  |
| Hélder Lopes           | Vice-ministre des Finances                                |     | Hélder Lopes jusqu'au 13 septembre 2023      | CNRT  |
| Felícia Carvalho       | Vice-ministre des Finances                                |     | Felícia Carvalho depuis le 15 septembre 2023 | CNRT  |
| Milena da Costa Rangel | Vice-ministre pour les affaires de l'ASEAN                |     | Milena da Costa Rangel                       | CNRT  |
| Paulo Remédios         | Vice-ministre des Affaires institutionnelles              |     | Paulo Remédios                               | CNRT  |
| José Magno             | Vice-ministre du Renforcement des établissements de santé |     | José Magno                                   | CNRT  |
| Júlio do Carmo         | Vice-ministre des Infrastructures                         |     | Júlio do Carmo                               | PD    |
| Jacinto Rigoberto      | Vice-ministre de l'Administration d'État                  |     | Jacinto Rigoberto                            | CNRT  |
| Augusto Trindade       | Vice-ministre du Commerce                                 |     | Augusto Trindade                             | PD    |
| Céu Brites             | Vice-ministre de la Solidarité sociale et de l'Inclusion  |     | Céu Brites                                   | Ind.  |
| Flávio Brandão         | Vice-ministre des Opérations hospitalières                |     | Flávio Brandão                               | PD    |

### Secrétaires d'État
| Portrait                         | Fonction                                                               | Nom | Nom                              | Parti |
| -------------------------------- | ---------------------------------------------------------------------- | --- | -------------------------------- | ----- |
| Elvina Sousa Carvalho            | Secrétaire d'État à l'Égalité                                          |     | Elvina Sousa Carvalho            | PD    |
| Expedito Loro Dias Ximenes       | Secrétaire d'État aux Communications sociales                          |     | Expedito Loro Dias Ximenes       | Ind.  |
| Jaime Xavier Lopes               | Secrétaire d'État à la Terre et à la Propriété                         |     | Jaime Xavier Lopes               | CNRT  |
| Domingos Lopes Lemos             | Secrétaire d'État à l'Enseignement secondaire et aux Écoles techniques |     | Domingos Lopes Lemos             | CNRT  |
| Santos Noronha                   | Secrétaire d'État à l'Électricité, à l'Eau et à l'Assainissement       |     | Santos Noronha                   | CNRT  |
| Jorge Soares Cristóvão           | Secrétaire d'État aux Arts et à la Culture                             |     | Jorge Soares Cristóvão           | CNRT  |
| José Vieira de Araújo            | Secrétaire d'État à l'Élevage                                          |     | José Vieira de Araújo            | Ind.  |
| Domingos dos Santos da Conceição | Secrétaire d'État à la Pêche                                           |     | Domingos dos Santos da Conceição | CNRT  |
| Ferdinando Vieira                | Secrétaire d'État aux Forêts                                           |     | Ferdinando Vieira                | PD    |
| Arsénio Pereira da Silva         | Secrétaire d'État aux Coopératives                                     |     | Arsénio Pereira da Silva         | CNRT  |
| Rogério Araújo Mendonça          | Secrétaire d'État à la Formation professionnelle et à l'Emploi         |     | Rogério Araújo Mendonça          | CNRT  |
| Mateus dos Santos Talo           | Secrétaire d'État au Développement rural                               |     | Mateus dos Santos Talo           | Ind.  |
| Germano Santa Brites Dias        | Secrétaire d'État à la toponymie et aux organisations urbaines d'État  |     | Germano Santa Brites Dias        | CNRT  |
| Domingos Mariano Reis            | Secrétaire d'État de la Protection civile                              |     | Domingos Mariano Reis            | PD    |
| César Merak                      | Secrétaire d'État aux Anciens combattants                              |     | César dos Santos da Silva        | Ind.  |